# Paweł Sobkowicz
Paweł Sobkowicz (ur. 19 kwietnia 1958) – polski profesor doktor habilitowany nauk ścisłych i przyrodniczych, specjalista w zakresie fizyki i socjofizyki, profesor Narodowego Centrum Badań Jądrowych.

## Życiorys
Laureat 26. Olimpiady Fizycznej (1977). Ukończył VI Liceum Ogólnokształcące im. Tadeusza Reytana w Warszawie (1977) i Wydział Fizyki Uniwersytetu Warszawskiego (1983), uzyskując dyplom z wyróżnieniem (praca magisterska Macierz dielektryczna grafitu przekładanego). W latach 1983–1988 uczestniczył w studiach doktoranckich w Instytucie Fizyki Polskiej Akademii Nauk i w 1990 roku uzyskał stopień doktora nauk fizycznych na podstawie rozprawy Własności dwuwymiarowych układów elektronowych w półprzewodnikach półmagnetycznych. Do 1993 roku pracował w Instytucie Fizyki Polskiej Akademii Nauk na stanowiskach asystenta, a następnie adiunkta. W latach 1993–2012 był pracownikiem i członkiem kadry zarządzającej polskich i zagranicznych firm technologicznych (Silicon Graphics, Network Appliance Inc., Fujitsu-Siemens, Bull, ATM, Optimus S.A., Solidex S.A.).
W 2012 roku rozpoczął pracę w Narodowym Centrum Badań Jądrowych w Świerku, najpierw jako kierownik Działu Transferu Technologii i kierownik projektu Parku Naukowo-Technologicznego „Świerk”, otwartego w 2015 roku, a następnie zastępca dyrektora Narodowego Centrum Badań Jądrowych ds. innowacji i wdrożeń. W 2016 roku uzyskał stopień doktora habilitowanego nauk fizycznych na podstawie rozprawy Analiza procesów rozprzestrzeniania się opinii i emocji w różnych typach grup społecznych z wykorzystaniem metod fizyki statystycznej i modelowania wieloagentowego na Wydziale Fizyki Politechniki Warszawskiej (klasyfikacja KBN: socjologia, fizyka). Objął stanowisko profesora Narodowego Centrum Badań Jądrowych. Od 2018 roku dyrektor ds. naukowych Centrum Doskonałości NOMATEN, wchodzącego w skład NCBJ. W 2022 roku uzyskał tytuł profesora nauk ścisłych i przyrodniczych.

## Wyróżnienia i działalność społeczna
W 2015 roku został odznaczony Medalem Pamiątkowym „Pro Masovia”. W 2017 roku laureat konkursu MAB PLUS Fundacji na Rzecz Nauki Polskiej (Międzynarodowe Agendy Badawcze PLUS, wraz z prof. Sergio Bertoluccim). W latach 2017–2019 wiceprzewodniczący Sekcji Fizyki w Ekonomii i Naukach Społecznych Polskiego Towarzystwa Fizycznego.